# ムスタファ・キュターヒー

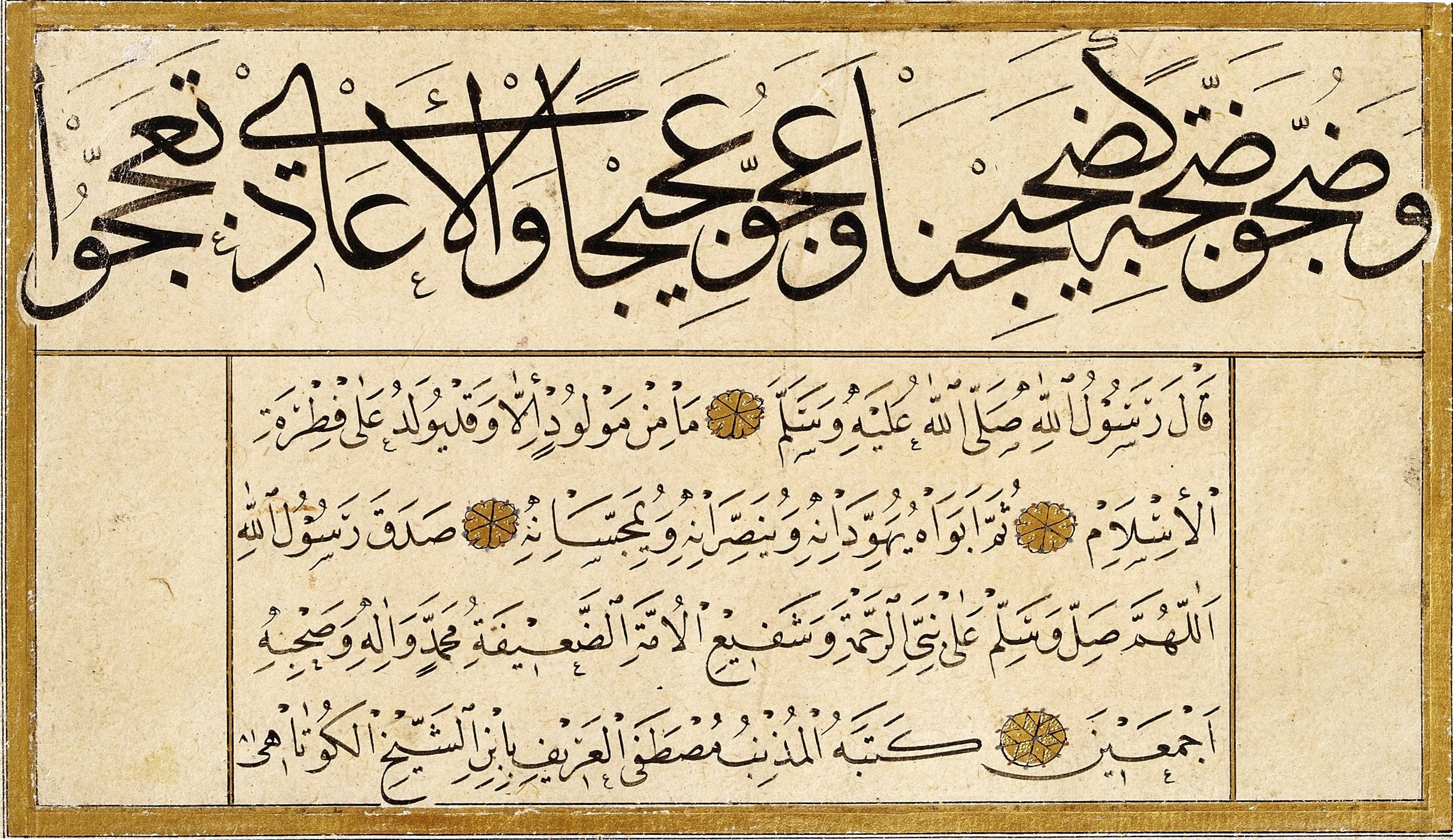
ムスタファ・キュターヒーのカリグラフィー作品、預言者ムハンマド伝に基づくムラッカア（1767年制作、縦15.4cm 横23.2cm）。上段にスルス体による題名、下段にナスフ体による本文を配当。

ムスタファ・キュターヒー・エフェンディ（Mustafa Kütâhî Efendi; ? - 1787年以後歿）は、18世紀オスマン帝国の能書家。作品は、『クルアーン』の章句やハディース集（ここでは預言者ムハンマドの言行録）中の文言に基づくヒルイェやムラッカアが多い。
ムスタファ・キュターヒー（キュタヒヤのムスタファ）は、アナトリア中西部の町キュタヒヤに生まれ、とあるシェイフの甥っ子であったために「シェイフザーデ」とあだ名された。生地で読み書きを習ったのちにイスタンブルで諸学を教えた。ムスタファは当地でイブラヒム・ロドスィーにカリグラフィー、つまりアラビア文字による書道を学ぶ。亡くなった年はわからないが、ある扁額（levḥa）作品中のサインによれば1787年には存命であったことが確かである。
ムスタファ・キュターヒーは、イスタンブルのユスキュダル区のカラジャアフメト墓地に埋葬された。ムスタファ・キュターヒーの弟子としては、ケベジザーデ・メフメト・ヴァスフィーがいる。また、ムスタファ・キュターヒーの娘、シェリフェ・エミネ・サフヴェト・ハーノムも書家であり、イスタンブルのトルコ・イスラーム美術博物館に作品が所蔵されている（所蔵番号 3274）。
ムスタファ・キュターヒーは、クルアーンやハディースの聖句をスルス体とナスフ体で書き表し、これらを一枚のヒルイェやムラッカアの中で組み合わせる、様式美を追求した書道作品で知られ、18世紀のオスマン帝国美術を代表する能書家である。トルコのオスマン美術研究家デルマンは、ムスタファ・キュターヒーの様式美が15-16世紀の能書家シェイフ・ハムドゥッラーに影響を受けていることを指摘する。ムスタファ・キュターヒーは、ほとんどの作品にアラビア語・アラビア文字で「イブヌッシェイフ」、つまり「シェイフの息子」と署名している。これは「シェイフザーデ」と等価であると同時に、シェイフ・ハムドゥッラーの影響下にあることも想起させるものである。